# Holy Diver (песня)
«Holy Diver» — песня американской хеви-метал-группы Dio. Была выпущена в 1983 году как сингл с их дебютного одноимённого альбома. Является одной из наиболее известных песен Ронни Джеймса Дио и признаётся одной из лучших за всю его карьеру.

## Содержание песни
Дио сказал, что текст повествует о фигуре Христа на другой планете, который жертвует собой, чтобы искупить свой народ. Когда люди узнают, что он намерен покинуть их, чтобы спасти людей на других планетах, они эгоистично просят его остаться.

## Восприятие
Различными музыкальными изданиями песня неоднократно признавалась одной из лучших в карьере Ронни Джеймса Дио и одной из величайших метал-песен в целом. Интернет-издание Loudwire поставило «Holy Diver» на первое место в списке «10 лучших песен Дио», Ultimate Guitar, Classic Rock и Ultimate Classic Rock также включали песню в аналогичные списки. Мартин Попофф в своей книге «Топ-500 лучших хеви-метал песен всех времён» отвёл «Holy Diver» 30 позицию. Loudwire назвали песню лучшей метал-песней 1983 года, а телеканал VH1 поместил её на 43 место в списке ста лучших хард-рок-песен всех времён. В марте 2023 года группа авторов американского издания Rolling Stone включила композицию в список «100 величайших хеви-метал песен всех времён». В этом рейтинге она заняла 9-ю позицию.

## Участники записи
- Ронни Джеймс Дио — вокал
- Вивиан Кэмпбелл — гитара
- Джимми Бэйн — бас-гитара
- Винни Апписи — ударные

## Позиции в хит-парадах
| Чарт (1983)                       | Высшая позиция |
| --------------------------------- | -------------- |
| Великобритания (UK Singles Chart) | 72             |
| США (Billboard Mainstream Rock)   | 40             |
| Швеция (Sverigetopplistan)        | 60             |

## Версия Killswitch Engage
Killswitch Engage записала кавер-версию песни для сборника High Voltage!: A Brief History of Rock музыкального журнала Kerrang!. Песня позже была переиздана для специального издания альбома As Daylight Dies. Концертная версия песни вошла в специальное издание альбома Killswitch Engage, в 2014 г. — в трибьют-альбом Ronnie James Dio — This Is Your Life. Вместе с оригинальной песнью вошла в DLC к видеоигре Rocksmith 2014.

### Видеоклип
Группа выпустила видеоклип на свою версию. Режиссёром клипа выступил Брайан Томпсон, в котором представлена комическая интерпретация оригинального видеоклипа Дио.

### Позиции в чартах
| Чарт (2007)                     | Наивысшее место |
| ------------------------------- | --------------- |
| США (Billboard Mainstream Rock) | 12              |

### Personnel
Killswitch Engage
- Говард Джонс — lead vocals
- Адам Дуткевич — lead and rhythm guitar, vocals, keyboards
- Джоуэл Стротцел — rhythm and lead guitar, backing vocals
- Майк Д’Антонио — bass guitar
- Джастин Фоли — drums, percussion

### Сертификации
| Регион                                                                      | Сертификация | Продажи |
| --------------------------------------------------------------------------- | ------------ | ------- |
| США (RIAA)                                                                  | Золотой      | 500 000 |
| Данные о продажах + прослушиваниях приведены только на основе сертификации. |              |         |